# Palisade (Minnesota)
Palisade és una població dels Estats Units a l'estat de Minnesota. Segons el cens del 2000 tenia 118 habitants.

## Demografia
Segons el cens del 2000, Palisade tenia 118 habitants, 53 habitatges, i 38 famílies. La densitat de població era de 101,2 habitants per km².
Dels 53 habitatges en un 24,5% hi vivien nens de menys de 18 anys, en un 47,2% hi vivien parelles casades, en un 17% dones solteres, i en un 28,3% no eren unitats familiars. En el 26,4% dels habitatges hi vivien persones soles el 18,9% de les quals corresponia a persones de 65 anys o més que vivien soles. El nombre mitjà de persones vivint en cada habitatge era de 2,23 i el nombre mitjà de persones que vivien en cada família era de 2,58.
Per edats la població es repartia de la següent manera: un 16,9% tenia menys de 18 anys, un 12,7% entre 18 i 24, un 22% entre 25 i 44, un 24,6% de 45 a 60 i un 23,7% 65 anys o més.
L'edat mediana era de 44 anys. Per cada 100 dones de 18 o més anys hi havia 104,2 homes.
La renda mediana per habitatge era de 27.083 $ i la renda mediana per família de 29.375 $. Els homes tenien una renda mediana de 40.625 $ mentre que les dones 15.417 $. La renda per capita de la població era d'11.702 $. Cap de les famílies i el 12,5% de la població estaven per davall del llindar de pobresa.

## Poblacions properes
El següent diagrama mostra les poblacions més properes.